# یک چمدان سکس
یک چمدان سکس فیلمی به کارگردانی و نویسندگی محمد متوسلانی محصول سال ۱۳۵۰ است.

## خلاصه داستان
ملیحه پسر عمویش امیر را دوست دارد؛ ولی ابرام برادر ملیحه با این دوستی مخالف است. ملیحه برای اینکه نزد امیر باشد خود را در چمدان او پنهان می‌کند. اما چمدان طی حادثه ای دست به دست می‌شود در حالی که ابرام فکر می‌کند پسر عمویش امیر، خواهرش را دزدیده و همه جا تعقیبش می‌کند. در این حال منصور که یک چمدان دزد است و چمدان حاوی ملیحه را به دست آورده ابتدا سعی می‌کند از شر چمدان خلاص شود ولی بعد متعهد می‌شود که او را به امیر برساند. سرانجام پس از ماجراهای بسیار ابرام در مقابل عشق امیر و ملیحه تسلیم شده و با ازدواج آن‌ها موافقت می‌کند.

## بازیگران
- منصور سپهرنیا
- محمد متوسلانی
- گرشا رئوفی
- پروین ملکوتی
- حسن رضیانی
- نعمت‌اله گرجی
- علی میری
- ارغوان
- علی اکبر مهدوی فر
- ولی‌الله مؤمنی
- شراره
- کیومرث ملک‌مطیعی